# Stenelmis lateralis
Stenelmis lateralis is een keversoort uit de familie beekkevers (Elmidae). De wetenschappelijke naam van de soort werd in 1938 gepubliceerd door Sanderson.